# Kordillerentapaculo
Der Kordillerentapaculo (Scytalopus opacus, Syn.: Scytalopus magellanicus opacus), zählt innerhalb der Familie der Bürzelstelzer (Rhinocryptidae) zur Gattung Scytalopus.
Ursprünglich wurde die Art als Unterart (Ssp.) des Andentapaculo (Scytalopus magellanicus), dann bis noch kürzlich als Unterart des Páramotapaculo (Scytalopus canus) angesehen und als (Scytalopus canus opacus) bezeichnet. Aufgrund unterschiedlicher Stimmäußerungen erfolgte im Jahre 2010 die Abgrenzung als eigenständige Art.
Die Art kommt in den Anden in Ecuador, Südkolumbien (Zentralkordillere) und Nordperu vor.
Das Verbreitungsgebiet umfasst Unterwuchs feuchter Wälder hoch hinaus bis zum Páramo, bevorzugt Escallonia myrtilloides und Heidekrautgewächse um und oberhalb der Wald- und Baumgrenze, mitunter auch Wald mit Polylepis, stellenweise auch angrenzenden weniger hoch gelegenen feuchten Wald mit Chusquea Bambus meist zwischen 2600 und 4000 m Höhe.
Das Artepitheton kommt von lateinisch opacus ‚dunkel‘.

## Merkmale
Der Vogel ist 10–12 cm groß, das Männchen wiegt zwischen 14 und 18, das Weibchen zwischen 13 und 16 g. Die Art ist insgesamt namensgebend dunkel gefiedert mit wenig rotbraun und ähnelt dem Páramotapaculo (Scytalopus canus) sehr, unterscheidet sich aber durch Stimme und ockergelb bis zimtbrauner Färbung an Flanken und Unterseite, manchmal auch dunkleres Braun sowie einer diskreten, relativ schmalen, dichten dunklen Querstreifung. Das Weibchen ist etwas blasser als das Männchen mit brauner Unterseite, dunkle Binden an den Spitzen der Steuerfedern und am Schwanz, deutlichere braune Flanken. Jungvögel können recht unterschiedlich gefiedert sein.
Es besteht eine Sympatrie mit dem Ecuador-Rostflankentapaculo (Scytalopus spillmanni) und dem Bambustapaculo (Scytalopus parkeri), die beide aber auf geringere Höhenlagen beschränkt sind.

## Geografische Variation
Es werden folgende Unterarten anerkannt:
- S. o. opacus Zimmer, JT, 1941, Nominatform – Zentralkolumbien bis Ecuador
- S. o. androstictus Krabbe & Cadena, 2010 – Südostecuador und Nordperu

## Stimme
Die Stimme wird als einfacher schneller Triller über mindestens 30 Sekunden bis eine Minute mit etwa 34 Tönen pro Sekunde beschrieben.

## Lebensweise
Die Nahrung besteht aus Gliederfüßern, eventuell auch Früchten, die an mossbedeckten Baumstämmen, entlang der Äste in dichtem Gestrüpp sowie auf dem Erdboden, gern in Rippenfarnen gesucht wird.
Die Brutzeit liegt zwischen März und Mai sowie November, ansonsten ist wenig bekannt.

## Gefährdungssituation
Der Bestand gilt als nicht gefährdet (Least Concern).